# 瑪麗亞港
瑪麗亞港是牙買加的城鎮，也是聖瑪麗區的首府，位於該國北部，由米德爾塞克斯郡負責管轄，鎮上的法院建於1820年，2010年人口7,713。